# Église Notre-Dame-de-l'Assomption d'Avreuil
L'église Notre-Dame-de-l'Assomption est une église située à Avreuil, en France.

## Localisation
L'église est située sur la commune d'Avreuil, dans le département français de l'Aube.

## Historique
L'édifice est inscrit au titre des monuments historiques en 1992.